# 波克羅夫斯凱 (市級鎮)
波克羅夫斯凱（烏克蘭語：Покровське），又按俄语名译为波克罗夫斯科耶，是位於烏克蘭東部的市級鎮，由第聶伯羅彼得羅夫斯克州裡錫內利尼科韋區的波克羅夫斯凱市鎮負責管轄，亦曾為波克羅夫斯凱區被撤消前的行政中心。該鎮始建於1779年，面積9平方公里，海拔高度110米，2014年人口10,187，人口密度每平方公里1,132人。

## 畫廊

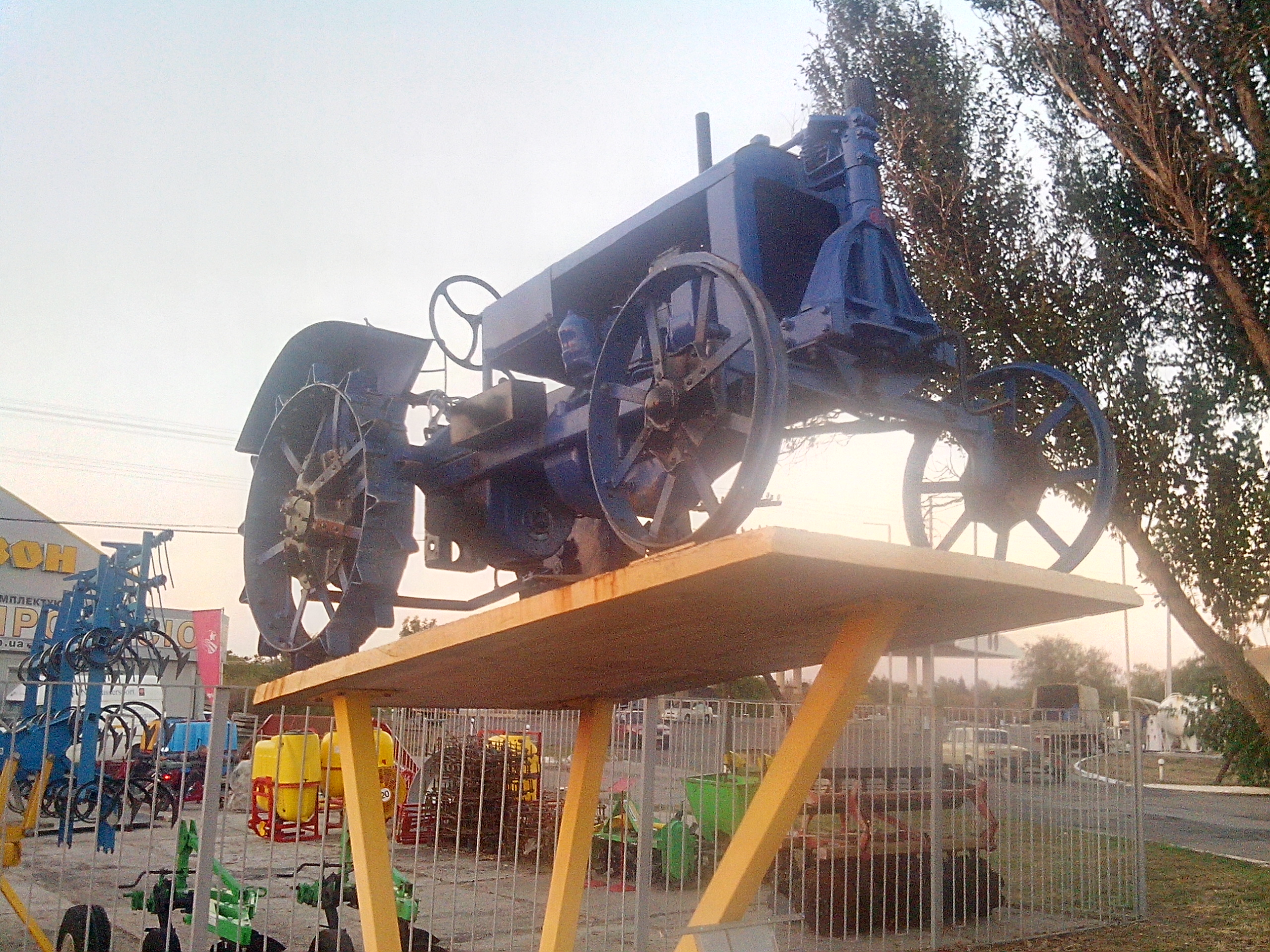
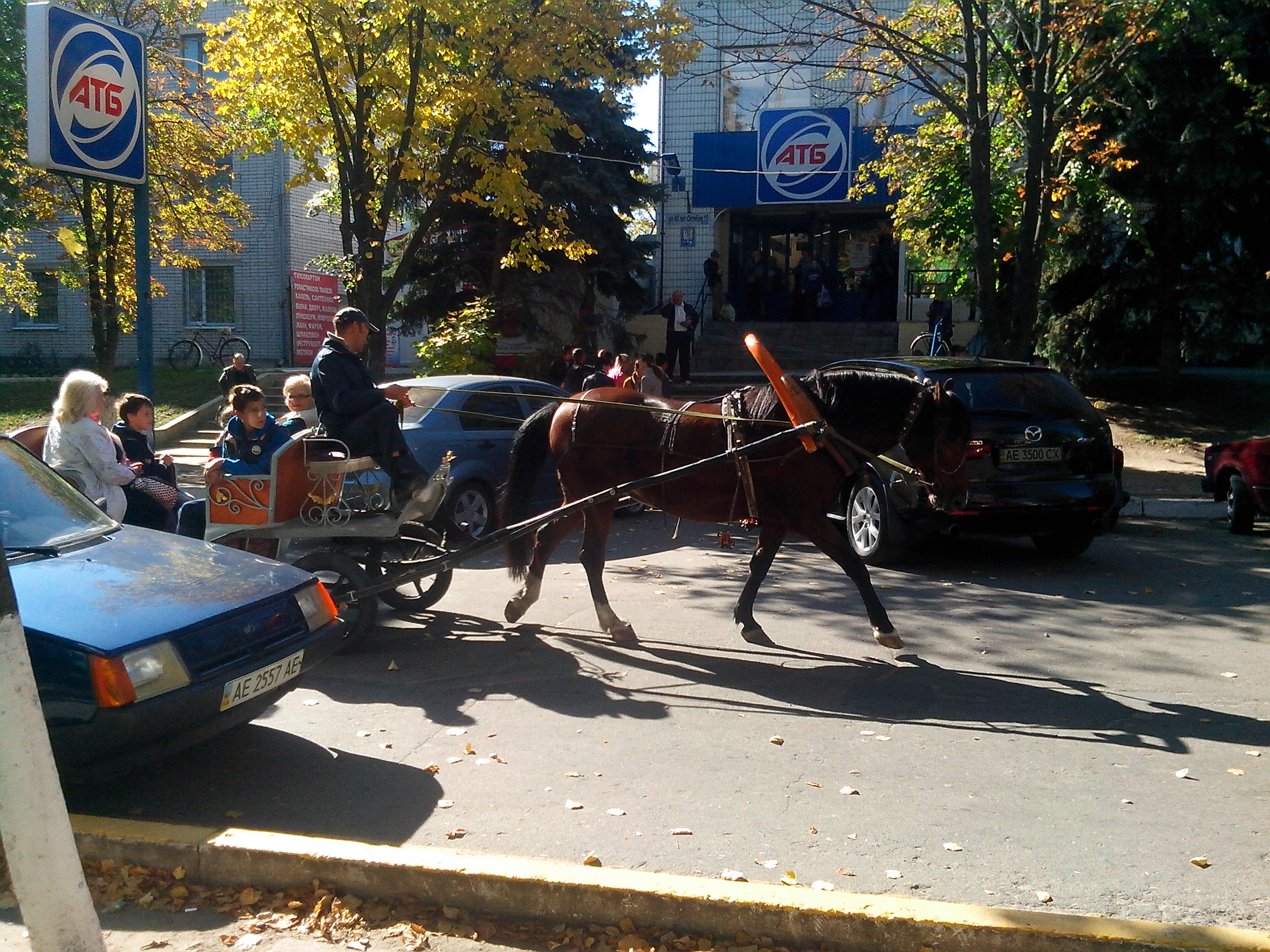
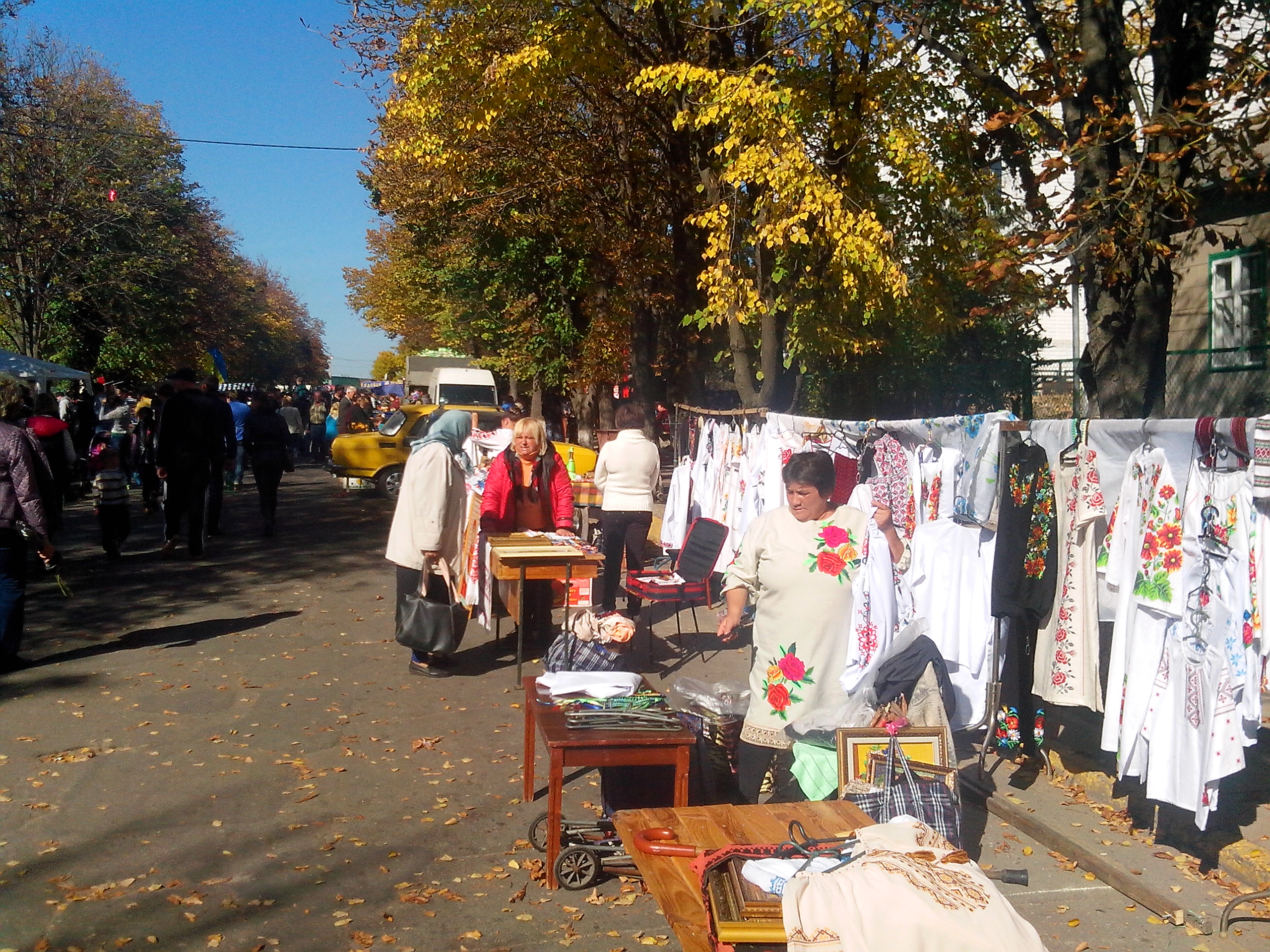